# Cache pour le matériel d'embaumement

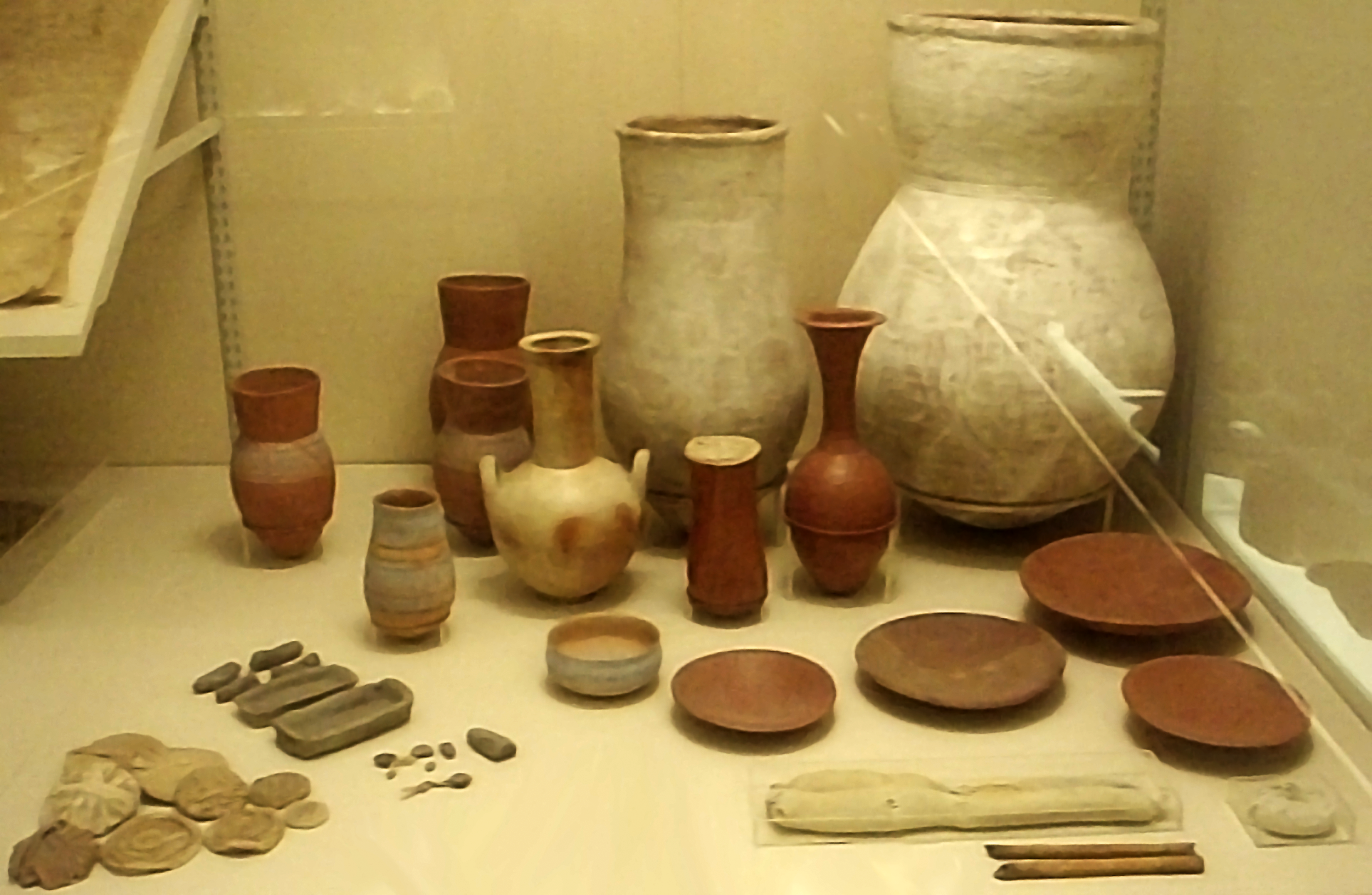
Quelques poteries, plats et autres objets trouvés dans KV54, la cache d'embaumement de Toutânkhamon, exposés au Metropolitan Museum of Art.

Une cache pour le matériel d'embaumement rassemble un ensemble de matériaux utilisés par les Égyptiens de l'Antiquité dans le processus de momification, puis enterrés avec ou séparément du corps. On pense que, parce que les matériaux étaient entrés en contact avec le corps, ils avaient peut-être absorbé une partie de celui-ci et devaient être enterrés pour que le corps soit complet dans l'au-delà.
La cache d'embaumement la plus connue est KV54, parfois appelée la cache d'embaumement de Toutânkhamon, découverte et fouillée par Edward Russell Ayrton en 1907. Theodore Monroe Davis a montré cette découverte à Herbert Eustis Winlock, qui n'y voyait pas grand-chose à l'époque. Davis a donc fait don de l'ensemble du lot au Metropolitan Museum of Art en 1909. En 1940, Winlock a repris l'affaire et des os provenant d'un bocal de stockage ont été examinés au Musée américain d'histoire naturelle ainsi que l'analyse des bandages réalisés. Les inscriptions hiératiques et hiéroglyphiques de la cache ont été discutées par les spécialistes de l'époque. Winlock a présenté les résultats en 1942 dans son livre Material used at the embalming of king Tut-Ankh-Amun. Ce n'était pas tant une tombe qu'une fosse, elle contenait une douzaine de grandes jarres de stockage scellées. Elles contenaient des poteries, de la vaisselle, des sacs de natron, des ossements d'animaux, des colliers floraux et des linges contenant des textes datés des dernières années du pharaon Toutânkhamon, alors peu connu, de la XVIIIe dynastie. Lorsque le tombeau de Toutânkhamon a été découvert en 1922, de nombreux petits objets similaires à ceux trouvés dans la cache KV54 ont été trouvés dans l'entrée initiale, ce qui laisse penser qu'après le pillage initial de la tombe, le matériel d'embaumement et les déchets de la fête funéraire ont été déplacés vers KV54.
La tombe la plus récemment fouillée dans la vallée des Rois, KV63, est également considérée par beaucoup comme une autre cache d'embaumement. Comme la cache KV54, elle ne contenait pas de momies, mais ses nombreuses jarres contenaient des matériaux similaires, notamment du natron, du bois, des graines, des coquillages, du charbon, des poteries assorties, de petits os d'animaux, des fragments de papyrus, des plateaux en terre, des sceaux en terre et des morceaux de ficelle ou de corde.
Tous les matériaux d'embaumement n'étaient pas nécessairement conservés séparément de leurs propriétaires. Au moins deux sépultures non royales de la vallée des Rois, KV36 (Tombe de Maiherpri) et KV46 (Tombe de Youya et Touya), contenaient des dizaines de jarres dans leurs tombes contenant des déchets d'embaumement.